# Hydroeciodes pothen
Hydroeciodes pothen là một loài bướm đêm trong họ Noctuidae.